# ريتشارد هوفستاتر
Richar
ريتشارد هوفستاتر (بالإنجليزية: Richard Hofstadter)‏ مؤرخ أمريكي 1916 - 1970 ومثقف مشهور في منتصف القرن العشرين، وعمل استاذاً للتاريخ في جامعة كولمبيا وانتقل من تبني رؤية يسارية متطرفة للتاريخ إلى رؤية توافقية في الخمسينيات، بحيث أصبح رمزاً للمؤرخ التوافقي الليبرالي بعد الحرب، ويعود ذلك لتركيزه على الثقافة السياسية بدل جزئيات السياسة اليومية التي تشغل السياسيين، ولا زال تأثيره مستمراً، أهم مؤلفاته الدارونية الاجتماعية في الفكر الأمريكي Social Darwinism in American Thought وحصل على جائزة بولتزر مرتين 
يرى آخرون في أعماله نقدًا مبكرًا للمجتمع أحادي البعد، إذ قدّم هوفستاتر نقدًا لكل من النموذج الاشتراكي والنموذج الرأسمالي للمجتمع، وتحسر على «التوافق» داخل المجتمع باعتباره «محصورًا بآفاق الملكية وريادة الأعمال» وانتقد «استمرار الثقافة الرأسمالية الليبرالية المهيمنة على مر التاريخ الأمريكي».
أكثر أعماله قراءة هي الداروينية الاجتماعية في الفكر الأمريكي، 1860-1915 (1944)؛ التقليد السياسي الأمريكي (1948)؛ عصر الإصلاح (1955)؛ معاداة الفكر في الحياة الأمريكية (1963)، والمقالات التي جُمعت في كتاب النمط البارانويدي في السياسة الأمريكية (1964).
حصل على جائزة بوليتزر مرتين، الأولى في عام 1956 عن كتاب عصر الإصلاح، وهو تحليل للحركة الشعبوية في تسعينيات القرن التاسع عشر والحركة التقدمية في أوائل القرن العشرين؛ والثانية في عام 1964 عن كتاب معاداة الفكر في الحياة الأمريكية.

## نشأته وتعليمه
ولد هوفستاتر في بوفالو، نيويورك، في عام 1916 لأب يهودي يدعى إميل هوفستاتر، وأم ألمانية أمريكية لوثرية تدعى كاثرين (هيل قبل الزواج) توفيت عندما بلغ ريتشارد العاشرة من العمر.
التحق هوفستاتر بمدرسة فوسديك ماستن بارك الثانوية في بوفالو، ثم درس الفلسفة والتاريخ في جامعة بوفالو، منذ عام 1933، تحت إشراف المؤرخ الدبلوماسي يوليوس دبليو برات.
بعد أن أمضى هوفستاتر الصيف مع فيليس سوادوس في هانتر كولوني، نيويورك، الذي تديره صديقتهما المقربة مارغريت ليفرانك منذ سنوات تزوّجا في عام 1936 رغم معارضة عائلتيهما، وأنجبا ولدًا واحدًا يُدعى دان.
ترعرع هوفستاتر على أنه أسقفي لكنه عُرف فيما بعد بانتمائه إلى جذوره اليهودية، إذ كادت تكلفه معاداة السامية زمالات في جامعة كولومبيا وأستاذيات مرموقة. أُدرج اسمه في قاعة المشاهير اليهود في جامعة بوفالو باعتباره واحدًا من «طلاب جامعة بوفالو اليهود الذين قدموا مساهمة دائمة للعالم». 
في عام 1936، التحق هوفستاتر ببرنامج الدكتوراه في التاريخ بجامعة كولومبيا حيث كان مشرفه ميرل كورتي يوضح كيفية تجميع التاريخ الفكري والاجتماعي والسياسي بناءً على المصادر الثانوية بدلًا من البحوث الأرشيفية في المصادر الأولية.
أصبح عضوًا في الحزب الشيوعي في عام 1938، لكنه سرعان ما أصيب بخيبة أمل بسبب انضباط الحزب الستاليني والمحاكمات الشكلية. بعد سحب عضويته في أغسطس 1939 عقب اتفاق هتلر-ستالين، تبنّى رؤية يسارية نقدية ما تزال واضحة في التقليد السياسي الأمريكي في عام 1948.
حصل هوفستاتر على درجة الدكتوراه في عام 1942. وفي عام 1944، نشر أطروحته الداروينية الاجتماعية في الفكر الأمريكي، 1860-1915 التي كانت نقدًا ناجحًا تجاريًا (200 ألف نسخة) للرأسمالية الأمريكية في أواخر القرن التاسع عشر ومنافستها الاقتصادية الشرسة والتبرير الذاتي الدارويني الاجتماعي. عارض تفسيره النقاد المحافظون، مثل إروين ويلي وروبرت بانيستر. وركّز النقد الأكثر حدة للكتاب على ضعف هوفستاتر كباحث: أجرى عددًا غير كاف من الأبحاث أو لم يجرِ أي بحث في المخطوطات أو الصحف أو الأرشيف أو المصادر غير المنشورة، معتمدًا في المقام الأول على مصادر ثانوية عزّزها بأسلوبه الحيوي وقراءاته متعددة التخصصات وواسعة النطاق، وعلى هذا وضع حججًا متقنة الكتابة تستند إلى أدلة متفرقة اطلع عليها بقراءة مؤرخين آخرين.
درّس هوفستاتر التاريخ في جامعة ميريلاند من عام 1942 إلى عام 1946، حيث أصبح صديقًا مقربًا لعالم الاجتماع الشهير رايت ميلز وقرأ باستفاضة في مجالات علم الاجتماع وعلم النفس، واستوعب أفكار ماكس فيبر وكارل مانهايم وسيغموند فرويد ومدرسة فرانكفورت. كثيرًا ما تشير كتبه اللاحقة إلى مفاهيم سلوكية مثل «قلق السعي إلى المكانة».

## روابط خارجية
- ريتشارد هوفستاتر على موقع الموسوعة البريطانية (الإنجليزية)
- ريتشارد هوفستاتر على موقع إن إن دي بي (الإنجليزية)